# Solo mia
Solo mia (Sólo mia) è un film del 2001 diretto da Javier Balaguer.
Il protagonista è Sergi López, con Paz Vega, Elvira Mínguez, Alberto Jiménez.

## Trama
Joaquín e Angela, giovane coppia di coniugi, conducono un'esistenza serena e felice con la loro bambina. I loro problemi però diventano sempre più frequenti e più duri, portando Joaquín a diventare violento.